# Hoplitomeryx
Hoplitomeryx é um gênero de ruminantes extintos semelhantes a veados que viveram na antiga ilha Gargano durante o Mioceno e o Plioceno Inferior, agora uma península na costa leste do sul da Itália. As características diagnósticas são: corno nasal central e um par de cornos orbitais pontiagudos, caninos salientes, fusão completa do navicuboide com o metatarso, sulco metatarsal distalmente fechado, um astrágalo de lados não paralelos e um patela.